# Росивери, Анри
Анри Росивери (груз. ანრი როსივერი; род. 26 апреля 2004) — грузинский футболист, вингер.

## Карьера
Воспитанник футбольной академии тбилисского клуба «Мерани». Дебютный матч за основную команду клуба футболист дебютировал 27 ноября 2021 года в матче против клуба «Шевардени-1906», выйдя на поле в стартовом составе. Однако закрепиться в основной команде клуба у футболиста не получилось, продолжая выступать за молодёжную команду. В августе 2023 года футболист на правах свободного агента присоединился к литовскому клубу «Ритеряй». Дебютировал за клуб футболист 29 августа 2023 года в четвертьфинальном матче Кубка Литвы против клуба «ФА Шяуляй», выйдя на замену на 59 минуте. Дебютный матч в литовском чемпионате футболист сыграл 2 сентября 2023 года против клуба «Паневежис», выйдя на замену на 74 минуте. По итогу дебютного сезона футболист вместе с клубом завершил чемпионат на последнем месте, вылетев в Первую лигу. Дебютным забитым голом за клуб футболист отличился 13 сентября 2024 года в матче против клуба «ФА Шяуляй B». По итогу сезона футболист стал победителем чемпионата, вернувшись в А Лигу. В январе 2025 года футболист покинул клуб.

## Достижения
«Ритеряй»
- Победитель Первой лиги: 2024